# Andrássy Tivadar

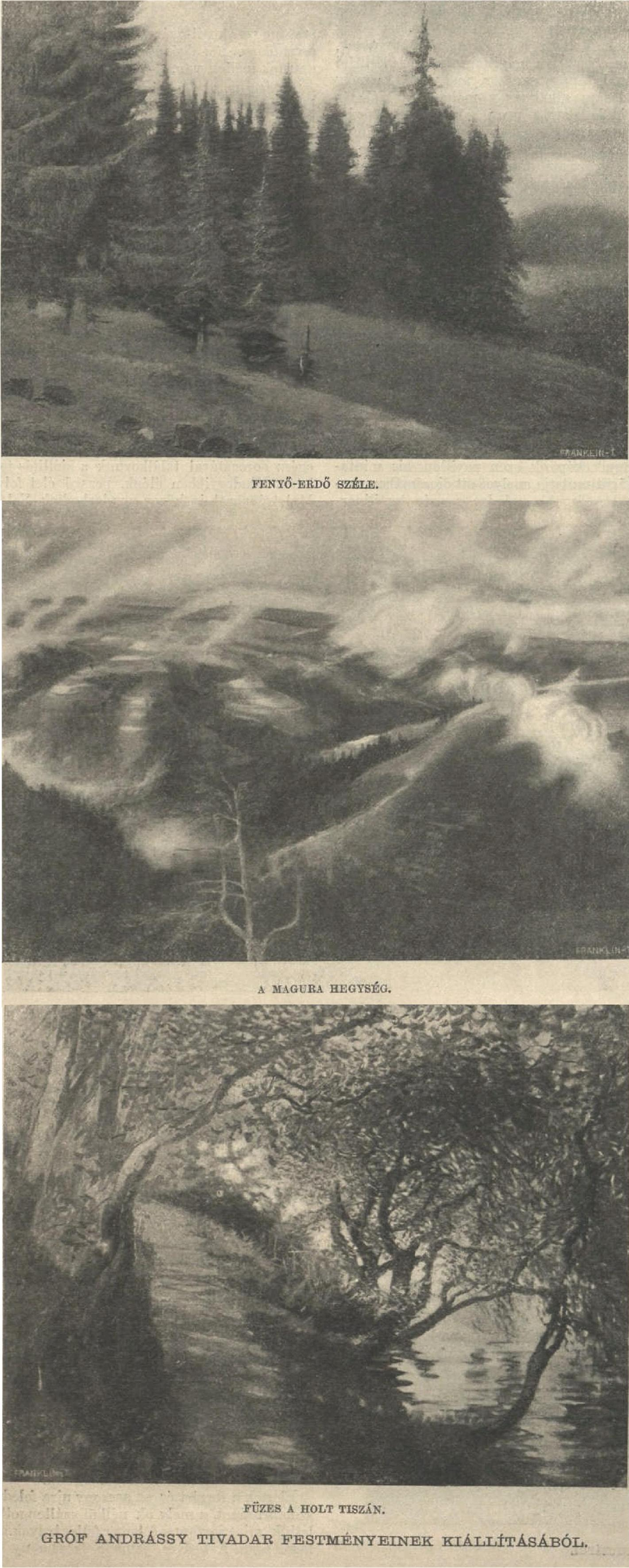
Három Andrássy-kép

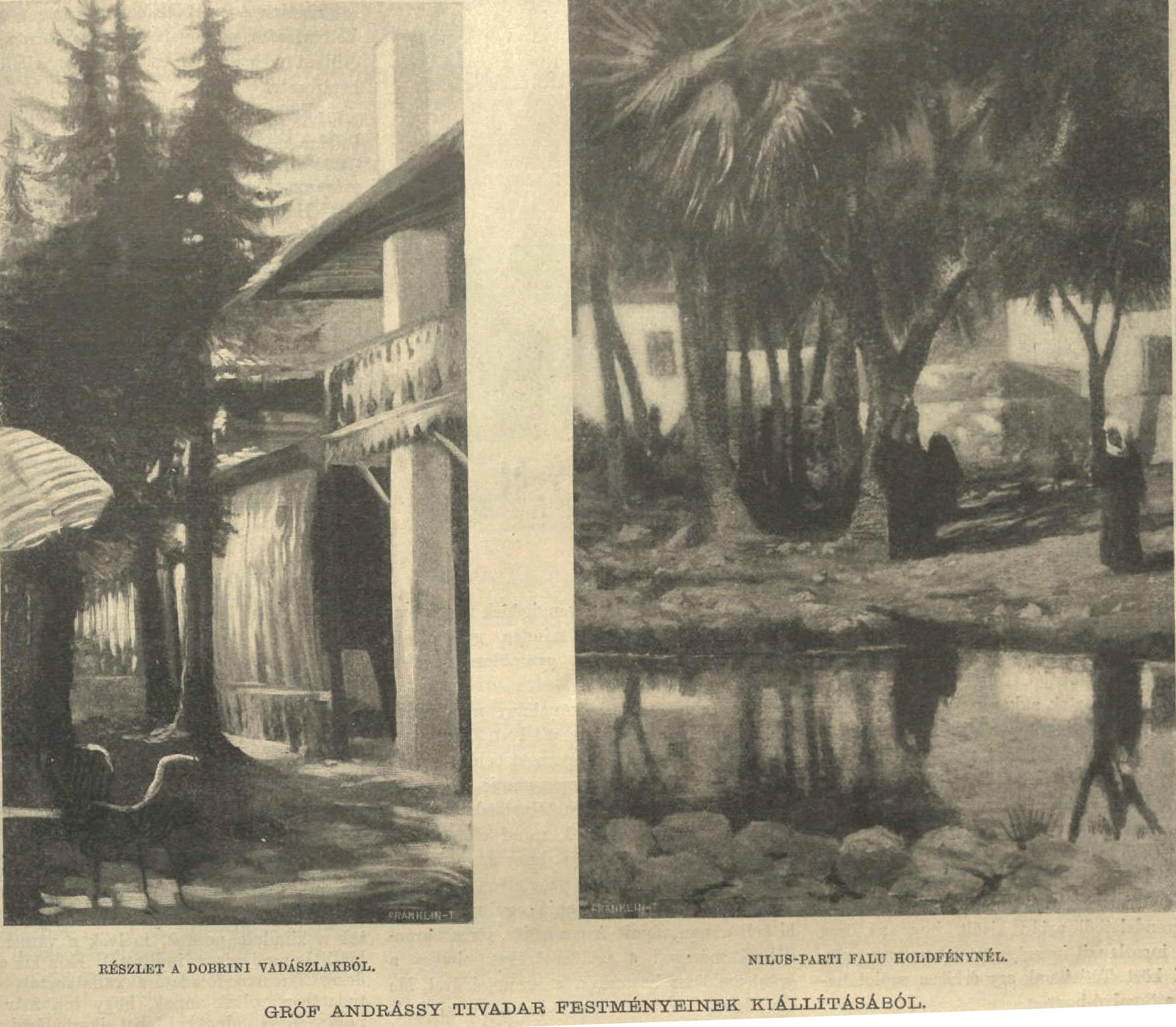
Andrássy festményei

Csíkszentkirályi és krasznahorkai gróf Andrássy Tivadar (Párizs, 1857. július 10. – Budapest, 1905. május 13.) magyar politikus, országgyűlési képviselő, festő, műgyűjtő, az MTA tagja.

## Élete

### Származása
Édesapja idősebb csíkszentkirályi és krasznahorkai gróf Andrássy Gyula magyar politikus, 1867–71 között a Magyar Királyság miniszterelnöke, 1871-től 79-ig az Osztrák–Magyar Monarchia külügyminisztere.
Édesanyja malomvízi gróf Kendeffy Katinka (1830–1896), aki 1856. július 9-én Párizsban ment feleségül „a szép akasztotthoz”. Apai nagyszülei gróf Andrássy Károly (1792-1845), országgyűlési követ, és gróf Szapáry Etelka (1798-1876) voltak. Andrássy Gyula miniszterelnök és Kendeffy Katinka grófnő házasságából három gyermek született:
- Andrássy Tivadar
- Andrássy Ilona (1858–1952), ifj. gróf Batthyány Lajos (1860–1951) fiumei kormányzó, később Győr vármegye főispánjának felesége.
- ifj. Andrássy Gyula („Duci”) (1860–1929), a Magyar Királyság bel- és külügyminisztere

### A politikus
Tanulmányait Bécsben és Budapesten elvégezve, Bosznia okkupációjában mint a Württemberg-huszárezred segédtisztje vett részt. 1881-ben a tőketerebesi kerület országgyűlési képviselőjévé választotta, és e mandátumát meg is tartotta haláláig.
1890-től 1896-ig az országgyűlés alsóháza alelnöke volt, ez időben tüntette ki Ferenc József a valóságos belső titkos tanácsosi címmel. Elnöke volt a képviselőház összeférhetetlenségi bizottságának, de e tisztségéről 1897-ben lemondott, miután különvéleményt jelentett be négy képviselőtársa ellen, és a többség ellene szavazott.
1898 őszén a disszidensekkel együtt kilépett a Szabadelvű Pártból, mivel az ischli klauzulát elfogadhatatlannak tartották. 
Andrássy Gálszécsben megtartott beszédében az előrelépés első pontjaként Bánffy Dezső (miniszterelnök) lemondásában jelölte meg. A sok tiltakozás és országos utcai demonstrációk meghozták eredményüket; a Bánffy-kormány megbukott. A pártba csak Bánffy lemondása után tért vissza. Tisza István a kormányzat munkáját ellehetetlenítő időhúzásokat és felszólalásokat először a napi ülések meghosszabbításával (párhuzamos ülések) próbálta orvosolni. Később a házszabály módosításával próbálkozott, amire az ellenzék újra obstrukcióval válaszolt. Ennek letörésére Tisza beszéde után Perczel Dezső házelnök – a házszabály megsértésével – azonnali szavazást rendelt el a módosító javaslatról (a jel az volt, hogy egy zsebkendőt lengetett meg). Az 1904. november 18-i „zsebkendőszavazás” után ismét kilépett a szabadelvű pártból öccsével együtt, és egyik tevékeny tagja lett az ún. „disszidensek” csoportjának, bár politikai munkásságát az utolsó hónapokban megbénította súlyos betegsége. Azt az 1905-ös képviselő-választási kampány alatt szedte össze, amikor szeles hideg időben, nyitott autóval utazott Gálszécsbe, hogy ott megtartsa programbeszédjét. Onnan már gyengélkedve ment Kassára, hogy meghallgassa Hadik Béla programbeszédét. Rövid ideig úgy tűnt, hogy felgyógyult a tüdőgyulladásból, ezért orvosa a Délvidékre küldte, hogy teljesen felépüljön. Budapestről indult volna, de a betegség elhatalmasodott rajta, és élete 48. évében meghalt. Tőketerebesen temették el.

### A művész
Nemcsak gyűjtötte a képeket, maga is festő volt, főleg naturalista tájképeket festett. Tőketerebesi és Budai palotájában jelentős mennyiségű műtárgyat halmozott fel. Tőketerebesi kastélya művészek találkozóhelye lett, Munkácsyval is kapcsolatot tartott fenn. A művészeteket anyagilag is támogatta. A parlamentben is felszólalt a magyar képzőművészet érdekében. 1882-ben elmondott beszédével nagy feltűnést keltett az akkor még csak 25 esztendős gróf. 1890-től elnöke volt az Országos Képzőművészeti Társulatnak; az 1896-os millenniumi ünnepségek alkalmával a június 8-ai felvonulást rendező bizottságának volt az elnöke. Halála után, 1907 májusában a Képzőművészeti Társulat kiállításán mutatták be Benczúr által festett portréját, valamint saját festményei közül mintegy nyolcvanat.
Tagja volt a Magyar Nemzeti Múzeum s a fővárosi közmunkák tanácsának, a képviselőházi közgazdasági és Erzsébet-szobor bizottságnak.

## Családja

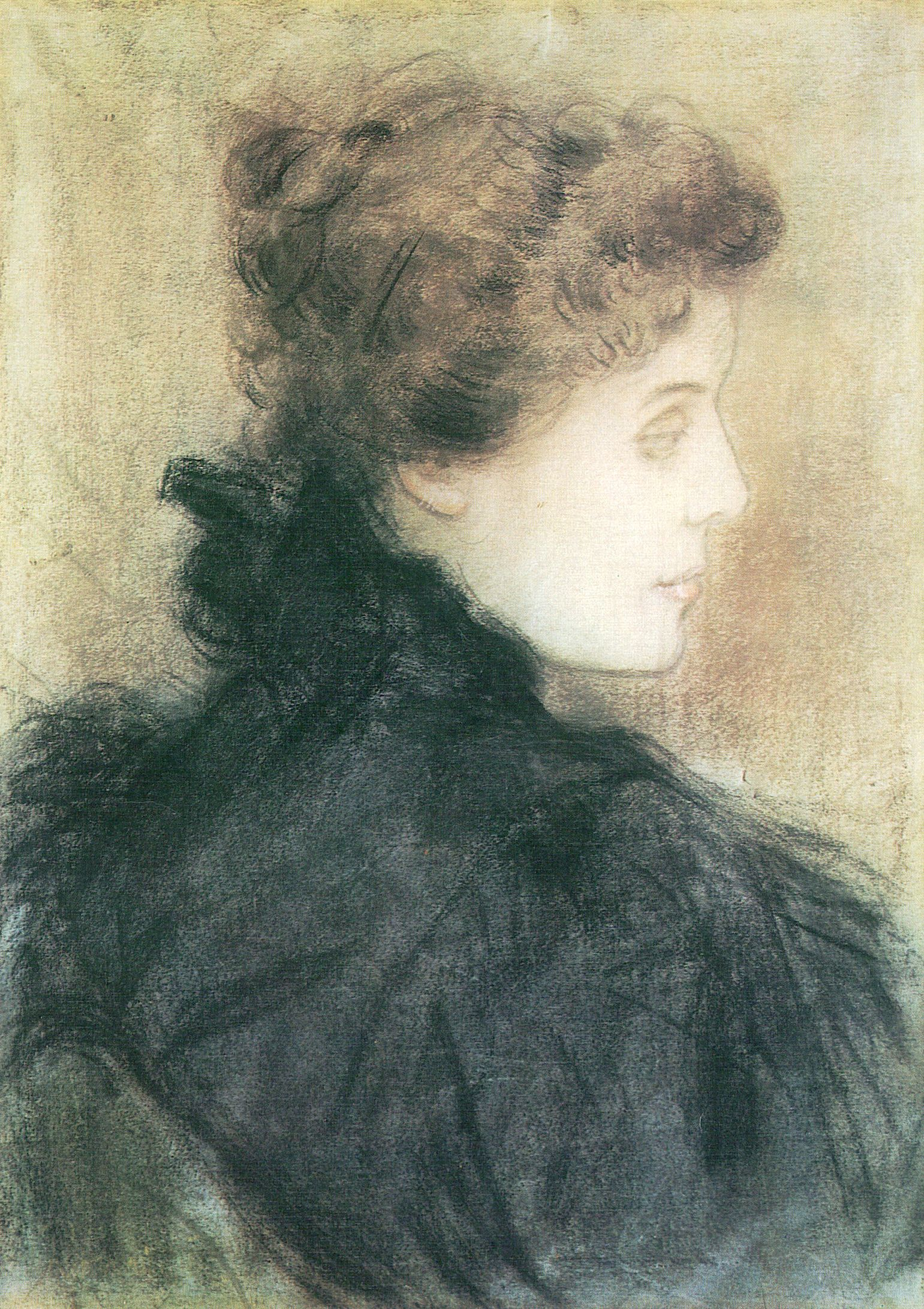
Felesége Zichy Eleonóra
(Rippl-Rónai József festménye)

1885. június 24-én feleségül gróf Zichy Eleonórát (1867–1945), zicsi és vásonkeöi gróf Zichy Rezső (1833–1893), Abaúj-Torna, Kassa, Eperjes, Bártfa és Kis-Szeben főispánja, a Főrendiház tagja, nagybirtokos, és pécsújfalusi gróf Péchy Jacqueline (1846–1915) lányát, és egyben Péchy Manó unokáját. Andrássy Tivadar gróf ésZichy Eleonóra grófnő házasságából négy lány született:
- Ilona (*Tőketerebes, 1886. május 21., † Peterborough, Kanada, 1967. augusztus 21), második férje dr. gr. Cziráky József (1883–1960): jogász, Sopron vármegye főispánja, a magyar főrendiház örökös tagja. Férje halála után, 1961-ben emigrált Kanadában élő fiaihoz.[4]
- Borbála (1890–1968) Pallavicini György őrgróf neje
- Katalin „Katinka” (1892–1985) a „vörös grófnő”, Károlyi Mihály miniszterelnök neje
- Klára (Kája) (* Budapest, 1898. január 18. – †Dubrovnik, 1941. április 12.; kommunista forradalmár. Miután belépett a csehszlovák kommunista pártba és szabotázsakciókat szervezett német vasúti és közúti szállítmányok ellen, 1941-ben Dubrovnikban halálos bombatalálat érte. Mindkét lábát le kellett vágni, mielőtt belehalt sérüléseibe. férje: Odescalchi Károly herceg (* Szolcsány, 1896. szeptember 19. – †London, 1987. április 10.) volt, akihez 1921. október 5-én ment feleségül, de 1929-ben elvált tőle.

Andrássy Tivadar 1905-ben bekövetkezett halála után négy évvel az özvegy feleségül ment volt sógorához, ifj. Andrássy Gyulához.